# Сандра Ди
Сандра Ди (англ. Sandra Dee), урождённая Александра Зак (англ. Alexandra Zuck, 23 апреля 1942 — 20 февраля 2005) — американская актриса и фотомодель, получившая известность благодаря воплощённому на экране амплуа — инженю.

## Биография

### Рождение и происхождение
Александра Зак родилась 23 апреля 1942 года в Бейонне, Нью-Джерси, у Джона Зака и Марии Цымбаляк. Мать была православной карпатской русинкой и происходила из рабочей семьи. Родители, будучи подростками, познакомились на танцах в русской православной церкви. Вскоре они поженились, но, когда Александре было 4 года, развелись. Александра воспитывалась в православной вере.
Под именем «Сандра» она стала профессиональной моделью в возрасте четырёх лет. В эти же ранние годы, она снялась в телевизионной рекламе.
Год рождения Ди иногда становится предметом споров. Так в её документах о разводе с Бобби Дарином, свидетельстве о смерти и на самом надгробии год рождения указан, как 1942-й. Сама Ди аналогично неоднократно при жизни упоминала, что в 1960 году, когда она вышла замуж за Дарина, ей исполнилось 18 лет. Но сын Ди, Додд Дарин, в своей книге «Dream Lovers» утверждает, что его мать родилась в 1944 году, но его бабушка Мария сфабриковала ей документы с другим годом рождения, чтобы у Ди было больше шансов найти работу в раннем возрасте.

### Карьера
Актёрский дебют Сандры Ди состоялся в 1957 году, когда молодая актриса снялась в фильме — «Пока не поплывут». Уже в 1958 Сандра выиграла премию «Золотой глобус» в номинации «Самый многообещающий дебютант» (вместе с Кэролин Джонс и Дайан Варси). Её кинокарьера стремительно развилась, и совсем скоро она получила известность благодаря своему удачно созданному образу — инженю в таких фильмах, как «Имитация жизни», «Гиджет», «Летний домик» и «Дикий и невинный» — фильмы 1959 года.
В 1970-х, актриса исполнила множество очень заметных ролей и приняла участие в некоторых телевизионных проектах. В 1950-х она вдохновила создание песни, «Look At Me, I’m Sandra Dee», которая была использована сначала в бродвейской постановке 1972 года «Grease», а позже в фильме 1978 года — «Бриолин»).

### Личная жизнь

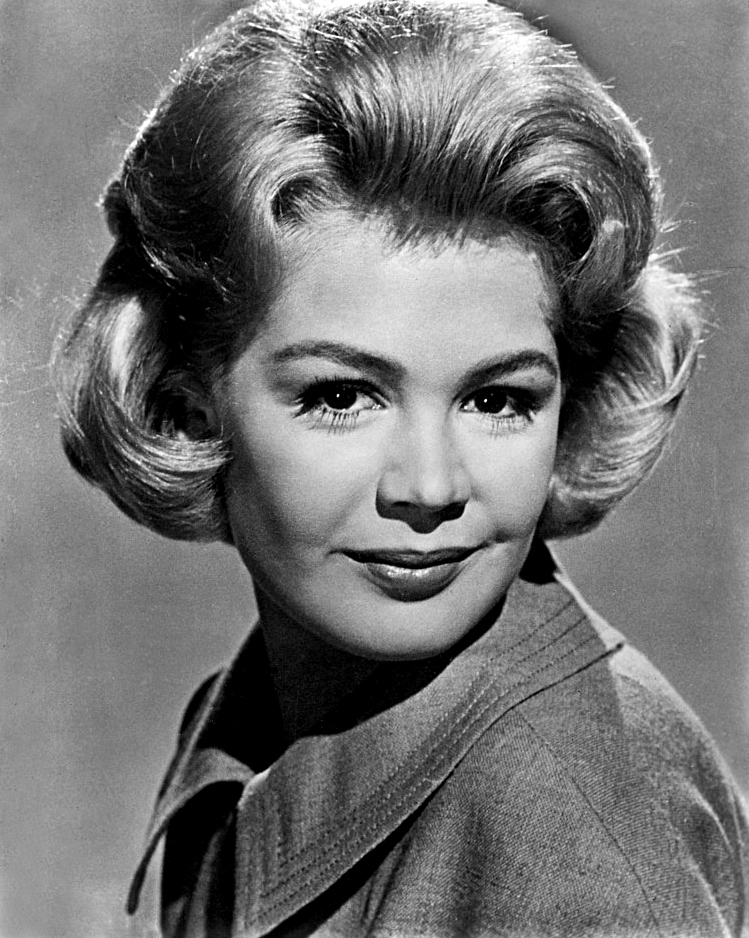
Студийная фотография 1960-х годов

В возрасте 19 лет Сандра вышла замуж за известного в те годы американского певца Бобби Дарина. Брак Ди с музыкальной звездой привлекал внимание публики на протяжении десятилетия. После замужества актёрская карьера Сандры стала развиваться ещё более стремительно, и вскоре молодая актриса подписала контракт с кинокомпанией «Universal Pictures», которые предпринимали попытки сделать из юной Сандры Ди профессиональную актрису, способную воплотить зрелое совершенное исполнение женских ролей. Фильмы, в которых играла Ди, имели особый успех, когда в кинолентах принимал участие известный супруг актрисы — Бобби Дарин (они вместе снялись в 1961 году в «Когда приходит сентябрь», в 1962 году в «Если мужчина отвечает» и в 1965 году в «Это странное чувство», а их имена были даже упомянуты в словах для «Чоп Сьюи» (англ. Chop Suey) в песне Роджерса и Хаммерстайна «Песня барабана цветов» (англ. Flower Drum Song) в 1961. В браке у звёздной пары родился сын — Додд Митчелл Дарин (также известный как Морган Митчелл Дарин), но в 1967 году супруги развелись.

### Поздние годы
Поздние годы Ди были отмечены слабым здоровьем. Актриса признала, что большую часть своей жизни боролась против анорексии, депрессии и алкоголизма. В 2000 году, актрисе были диагностированы несколько тяжёлых заболеваний, включая рак горла и почечную недостаточность. Подозрение на рак, очевидно, было необоснованным. Болезнь почек, сопровождаемая пневмонией, привела к скоропостижной смерти 20 февраля 2005 года, в больнице «Los Robles Hospital and Medical Center», расположенной в городе Таузанд-Окс, штат Калифорния.

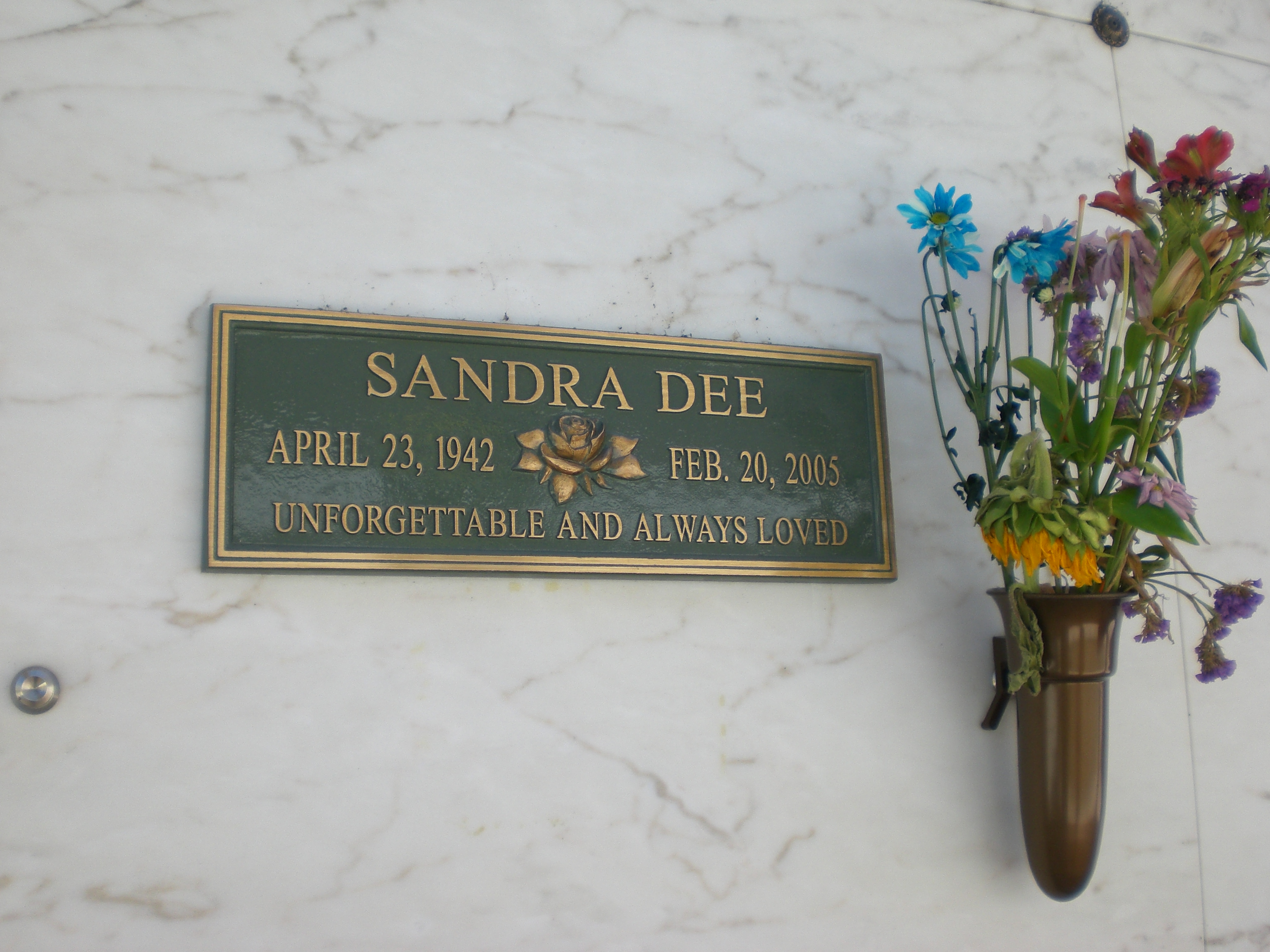
Могила Сандры Ди

Сандра Ди похоронена в Лос-Анджелесе на кладбище Форест-Лаун на Голливудских холмах неподалёку от могилы своей матери, Мэри C. Доуван, умершей 27 декабря 1987 года.

## Книга Додда Дарина
В 1994 году, Додд написал книгу о своих родителях — «Любители Мечты: Великолепно разрушенные жизни Бобби Дарина и Сандры Ди» (англ. Dream Lovers: The Magnificent Shattered Lives of Bobby Darin and Sandra Dee), в которой он ведёт рассказ о проблемах анорексии своей матери, употребления ею различных психотропных препаратов и алкогольной зависимости. Додд также отмечает, что в детстве Сандра была подвергнута сексуальному насилию со стороны своего отчима, Юджина Доувана.
Её жизнь с Бобби Дарином была представлена в фильме 2004 года — «У моря», в котором роль Бобби Дарина исполнил Кевин Спейси, а роль Сандры Ди исполнила Кейт Босуорт.

## Фильмография
| Год       |    | Русское название               | Оригинальное название             | Роль                                  |
| --------- | -- | ------------------------------ | --------------------------------- | ------------------------------------- |
| 1957      | ф  | Пока не поплывут               | Until They Sail                   | Эвелин Лесли                          |
| 1957      | мф | Снежная королева               | Снежная королева                  | Герда                                 |
| 1958      | ф  | Дебютантка поневоле            | The Reluctant Debutante           | Джейн Бродбент                        |
| 1958      | ф  | Беспокойные года               | The Restless Years                | Мелинда Грант                         |
| 1959      | ф  | Незнакомец в моих объятьях     | A Stranger in My Arms             | Пэт Бисли                             |
| 1959      | ф  | Имитация жизни                 | Imitation of Life                 | Сьюзи в 16 лет                        |
| 1959      | ф  | Гиджет                         | Gidget                            | Фрэнсин «Гиджет» Лоуренс              |
| 1959      | ф  | Дикий и невинный               | The Wild and the Innocent         | Розали                                |
| 1959      | ф  | Летнее место                   | A Summer Place                    | Молли Джоргенсон                      |
| 1960      | ф  | Портрет в чёрных тонах         | Portrait in Black                 | Кэти Кэбот                            |
| 1961      | ф  | Романов и Джульетта            | Romanoff and Juliet               | Джульет Мулсворт                      |
| 1961      | ф  | Тэмми, скажи мне правду        | Tammy Tell Me True                | Тэмми Тайри                           |
| 1961      | ф  | Когда приходит сентябрь        | Come September                    | Сэнди Стивенс                         |
| 1962      | ф  | Если отвечает мужчина          | If a Man Answers                  | Шантал Стейси                         |
| 1963      | ф  | Тэмми и доктор                 | Tammy and the Doctor              | Тэмми Тайри                           |
| 1963      | ф  | Возьмите её, она моя           | Take Her, She’s Mine              | Молли Майклсон                        |
| 1964      | ф  | Я лучше буду богатой           | I’d Rather Be Rich                | Синтия Дюлейн                         |
| 1965      | ф  | Это забавное чувство           | That Funny Feeling                | Джоан Хауэлл                          |
| 1966      | ф  | Мужчина, который мог быть убит | A Man Could Get Killed            | Эми Франклин                          |
| 1967      | ф  | Доктор, Вы должно быть шутите  | Doctor, You’ve Got to Be Kidding! | Хизер Хэллоран                        |
| 1967      | ф  | Рози!                          | Rosie!                            | Дафни Шоу                             |
| 1970      | ф  | Ужас в Данвиче                 | The Dunwich Horror                | Нэнси Вагнер                          |
| 1971      | ф  | —                              | Ad est di Marsa Matruh            | н/д                                   |
| 1971—1972 | с  | Ночная галерея                 | Night Gallery                     | разные персонажи                      |
| 1972      | тф | —                              | The Manhunter                     | Мара Бокок                            |
| 1972      | тф | Дочери Джошуа Кейба            | The Daughters of Joshua Cabe      | Ада                                   |
| 1972      | с  | Любовь по-американски          | Love, American Style              | Джоан / Бонни Гэллоуэй                |
| 1972      | с  | Шестое чувство                 | The Sixth Sense                   | Элис Мартин                           |
| 1974      | тф | Хьюстон, у нас проблемы        | Houston, We Have a Problem        | Энджи Корделл                         |
| 1977—1983 | с  | Остров фантазий                | Fantasy Island                    | Маргарет Уинслоу / Франческа Хэмилтон |
| 1978      | с  | Женщина-полицейский            | Police Woman                      | Мэри Куинн                            |
| 1983      | ф  | —                              | Lost                              | Пенни Моррисон                        |
| 1994      | с  | Фрейзер                        | Frasier                           | Конни                                 |